# Georges Fontès
Pour la commune, voir Fontès.
Georges Fontès, né le 5 septembre 1924 à Béziers (Hérault) et mort le 2 mars 2020 à Saint-Chinian,, est un homme politique français.
Décrit comme « gaulliste » à la fin de sa vie, il a d'abord été membre de la SFIO (depuis 1948) puis du PS et du PSD[réf. souhaitée], pour rejoindre ensuite, dans les années 1980, les rangs du RPR, enfin de l'UMP.

## Biographie
Georges Fontès, fils d'un conducteur de camion et d'une femme de ménage, a combattu comme engagé volontaire dans la 1re armée en 1944-45. Il a d'abord été directeur de plusieurs administrations : la caisse primaire d'assurance maladie, puis l’URSSAF.
Il a été[Quand ?] vénérable de la loge Réunion des amis choisis de Béziers, mais fut ensuite exclu du Grand Orient de France pour « inassiduité », s’étant rapproché du Front national,.
Il a fondé une Association pour le rétablissement de la peine de mort.

## Mandats

### Anciens mandats locaux
- Maire de Béziers de 1983 à 1989
- Adjoint au maire de Béziers de 1995 à 2001 et de 2001 à 2008
- Conseiller général du Canton de Béziers-1 de 1982 à 2015
- Conseiller régional du Languedoc-Roussillon de 1983 à 1986
- Conseiller municipal de Béziers de 1971 à 1983 et de 1989 à 1995

Au cours de son mandat de maire de Béziers, il a mis en œuvre la construction du Pont d'Occitanie (devenu à sa mort Pont Georges Fontès) sur l'Orb en 1988 et le Stade de la Méditerranée (aujourd'hui stade Raoul Barrière ) en 1989, ainsi que la construction du parking de la Madeleine (aujourd'hui Halles 2).

### Anciens mandats et fonctions nationaux
- Député de l'Hérault du 16 mars au 1er avril 1986
- Secrétaire d'État aux Anciens Combattants du 20 mars 1986 au 10 mai 1988 (ministre), dans le gouvernement de Jacques Chirac

## Décorations
- Officier de la Légion d'honneur (14 juillet 2011 ; chevalier du 30 janvier 1998)
- Chevalier de l'ordre national du Mérite